# Talviks kommun
Talviks kommun var en kommun i Finnmark fylke i norra Norge. Kommunen omfattade den norra delen av nuvarande Alta kommun. Tätorten Talvik utgjorde kommunens centralort.

## Administrativ historik
Talviks kommun upprättades 1863 genom utbrytning ur Alta-Talviks kommun. Kommunen hade 1 938 invånare vid upprättandet.
Den 1 januari 1964 gick kommunen upp i Alta kommun. Kommunens hade då 3 266 invånare.